# Pseudancistrus nigrescens
Pseudancistrus nigrescens är en fiskart som beskrevs av Eigenmann 1912. Pseudancistrus nigrescens ingår i släktet Pseudancistrus och familjen Loricariidae. Inga underarter finns listade i Catalogue of Life.